# Шестикурганный
Шестикурганный — хутор в Бобровском районе Воронежской области России.
Входит в состав Слободского сельского поселения.

## Население
| 2000 | 2005 | 2010 |
| ---- | ---- | ---- |
| 205  | ↘202 | ↘158 |